# Radioåret 1941

## Händelser

### December
- 8 december – USA:s president, Franklin D. Roosevelt håller talat Presidential Address to Congress of December 8, 1941, även kallat "Infamy Speech" till en Joint Session of Congress klockan 12:30 PM EST (17.30 GMT). Det sänds över USA:s fyra stora radiobolag, och drar den största andelen amerikanska radilyssnare någonsin, då över 81 % av hemmen knappat på radion.[1].

## Radioprogram

### Sveriges Radio
- Januari - Sveriges Radio utökar antalet TT-nyhetssändningar per dag från två till tre.
- 15 januari - Det andra försvarslånet presenteras i Sveriges Radio med föredrag av Karl Hildebrand, socialminister Gustav Möller och försvarsminiser Per Edvin Sköld. Kung Gustaf V uppmuntrade till försvarslånet i sitt trontal, som också sändes i radio. Radion utlyser en pristävling om försvarslånemelodier.
- Alf Ahlberg håller en serie radioföredrag om Vardagens psykologi.
- Sveriges Radio inleder dagliga sändningar på kortvåg riktade till Nordamerika och Sydamerika.

## Födda
- 15 februari - Klas Burling. svensk radio-DJ.
- 18 mars - Gun Ekroth, svensk radioproducent.
- 6 december - Kersti Adams-Ray, svensk journalist och radioprogramledare.

### Fotnoter
1. ↑  Robert J. Brown, Manipulating the Ether: The Power of Broadcast Radio in Thirties America, pp. 117–120. McFarland & Company, 1998. ISBN 0-7864-2066-9